# 杨宝善
杨宝善，浙江鄞县（今浙江宁波）人，是一名清朝政治人物。附贡出身。

## 生平
杨宝善曾于1908年接替高蒸任嘉定县知县一职，1909年由邵鼎接任。